# Байракли джамия (Силистра)
Вижте пояснителната страница за други значения на Байракли джамия.
Байракли джамия е най-голямата джамия и най-монументалната сграда в Силистра през Възраждането. Построена е в края на XVIII или началото на XIX век и е разрушена през 1943 г.
Според надпис върху каменна плоча, джамията е построена през 1822 г. Според сведения на стари турски жители на града, е строена по времето на султан Селим III (1788 – 1807).
Джамията е с квадратен молитвен салон, покрит с купол върху пандантиви. Куполът е покрит с олово. Входът с преддверието е на северозападната страна на сградата, оформен като пристройка към главния корпус с по-нисък и отделен покрив. Голямата разлика във височините между двете тела е подчертавала височината на молитвения салон.
Минарето се издига вдясно от входа. В долната си част то е долепено до северния край на югозападната стена на салона.